# Dīmītrīs Goutas
Dīmītrīs Goutas (in greco Δημήτρης Γούτας?; Kavala, 4 aprile 1994) è un calciatore greco, difensore del Gençlerbirliği.
Ad inizio carriera era considerato uno dei migliori talenti del campionato greco.

## Caratteristiche tecniche
Difensore centrale, può giocare anche come mediano.

## Palmarès

### Club

#### Competizioni nazionali
- Coppa di Turchia: 1

Sivasspor: 2021-2022